# Équipe du Sénégal olympique de football
Maillots
L'Équipe du Sénégal olympique de football représente le Sénégal dans les compétitions de football espoirs comme les Jeux olympiques d'été, où sont conviés les joueurs de moins de 23 ans.

## Palmarès
- LG Cup :
  - Vainqueur en 2004

- Coupe Amílcar Cabral
  - Vainqueur 8 fois en 1979, 1980, 1983, 1984, 1985, 1986, 1991 et 2001

- Jeux olympiques d'été :
  - Jeux Olympiques d'été Londres 2012 : Qualification aux Jeux olympiques d'été après avoir battu en match de barrage Oman 2-0.
    - Quart de finale.
- Coupe d'Afrique des nations de football des moins de 23 ans :
  - 2011 Quatrième
2015 Quatrième

- Jeux africains :
Jeux africains de 2003 :
  - Qualification aux jeux Africains à Abuja au Nigeria.

Jeux africains de 2011
  - Qualification aux jeux Africains Maputo au Mozambique.
    - Quatrième en 2011

Jeux africains de 2015:
  - Vainqueur en 2015 
    - (1991-2015)

## Effectif actuel
Effectif lors des tours de qualification au tournoi pré-olympique 2012 de la CAF (en) :
| Sélectionneur | Sélectionneur               | Abdoulaye Sarr    | Abdoulaye Sarr    | Abdoulaye Sarr            |
| N°            | Nom                         | Date de Naissance | Sélections (buts) | Club                      |
| Gardiens      |                             |                   |                   |                           |
| ?             | Papa Demba Camara           | 16 janvier 1993   | 1 (0)             | FC Sochaux-Montbéliard    |
| ?             | Issa Ndiaye                 | 30 novembre 1990  |                   | AS Douanes Dakar          |
| ?             | Ousmane Mané                | 1er octobre 1990  | 5 (0)             | Diambars Football Club    |
| ?             | Cheikh Ahmadou Bamba Thioub | 20 octobre 1992   |                   | NGB ASC Niarry Tally      |
| Défenseurs    |                             |                   |                   |                           |
| ?             | Pape N'Diaye Souaré         | 6 juin 1990       |                   | LOSC                      |
| ?             | Alpha Bâ                    | 31 décembre 1989  |                   | KAA La Gantoise           |
| ?             | Saliou Ciss                 | 15 septembre 1989 |                   | Tromsø IL                 |
| ?             | El Hadji Sady Guèye         | 16 janvier 1990   |                   | Diambars Football Club    |
| ?             | Abdoulaye Ba (Cap.)         | 1er janvier 1991  |                   | Futebol Clube do Porto    |
| ?             | Zargo Touré                 | 11 novembre 1989  |                   | US Boulogne CO            |
| ?             | Mame Balla Diop             | 1er décembre 1992 |                   | AS Pikine                 |
| ?             | Khassim Soumaré             | 23 décembre 1991  |                   | Diambars Football Club    |
| ?             | Mame Saher Thioune          | 21 décembre 1989  |                   | Casa Sport                |
| ?             | Kalidou Koulibaly           | 20 juin 1991      |                   | FC Metz                   |
| Milieux       |                             |                   |                   |                           |
| ?             | Kara Mbodj                  | 22 novembre 1989  |                   | Tromsø IL                 |
| ?             | Thierno Moukhtar Thioune    | 10 octobre 1989   |                   | Touré Kunda               |
| ?             | Dame Diop                   | 15 février 1993   |                   | Touré Kunda               |
| ?             | Pape Alioune Ndiaye         | 27 octobre 1990   |                   | Diambars Football Club    |
| ?             | Stéphane Badji              | 18 janvier 1990   |                   | Casa Sports               |
| ?             | Emmanuel Gomis              | 21 mai 1990       |                   | Diambars Football Club    |
| ?             | Pape Macou Sarr             | 25 juillet 1991   |                   | Jaraaf                    |
| ?             | Idrissa Gueye               | 26 septembre 1989 |                   | LOSC                      |
| ?             | Fallou Diagne               | 14 août 1989      |                   | FC Metz                   |
| ?             | Oumar Niasse                | 18 avril 1990     |                   | Union sportive de Ouakam  |
| ?             | Oumar Pouye                 | 19 juin 1988      |                   | FC Metz                   |
| ?             | Pape Maly Diamanka          | 10 janvier 1990   |                   | Rayo Vallecano            |
| Attaquants    |                             |                   |                   |                           |
| ?             | M'Baye Niang                | 19 décembre 1994  |                   | SM Caen                   |
| ?             | Dieylani Fall               | 30 novembre 1989  |                   | AJ Auxerre                |
| ?             | Ibrahima Ba                 | 23 novembre 1984  |                   | CD Numacia                |
| ?             | Moussa konaté               | 3 avril 1993      |                   | Touré Kunda               |
| ?             | Kalidou Yero                | 19 août 1991      |                   | Gil Vicente Futebol Clube |
| ?             | Mamadou Touré Thiam         | 22 octobre 1992   |                   | Touré Kunda               |
| ?             | Aliou Coly                  |                   |                   | Casa Sport                |
| ?             | Ibrahima Baldé              | 4 avril 1989      |                   | Osasuna                   |
| ?             | Abdoulaye Sané              | 15 octobre 1992   | 2 (1)             | Stade rennais             |

## Rencontres
| No | Date              | Lieu        | Adversaire              | Score            | Comp.                                                      | Buteur(s) Sénégalais                                      |
| -- | ----------------- | ----------- | ----------------------- | ---------------- | ---------------------------------------------------------- | --------------------------------------------------------- |
| 1  | 3 avril 1971      | Ibadan      | Nigeria olympique       | 1-1              | 1re tour qualifications aux JO 1972                        | Bamba Diarra                                              |
| 2  | 18 avril 1971     | Dakar       | Nigeria olympique       | 2-1              | 1re tour qualifications aux JO 1972                        | Louis Camara (2)                                          |
| 3  | 23 avril 1972     | Dakar       | Cameroun olympique      | 1-1              | phases de groupe qualifications aux JO 1972                | Sarr Boubacar                                             |
| 4  | 30 avril 1972     | Lomé        | Togo olympique          | 1-3              | phases de groupe qualifications aux JO 1972                | Bamba Diarra - Alioune Guèye - Alpha Touré                |
| 5  | 30 avril 1972     | Accra       | Ghana olympique         | 1-0              | phases de groupe qualifications aux JO 1972                |                                                           |
| 6  | 14 mai 1972       | Douala      | Cameroun olympique      | 3-2              | phases de groupe qualifications aux JO 1972                | Adnan Farhat (2)                                          |
| 7  | 21 mai 1972       | Dakar       | Togo olympique          | 0-0              | phases de groupe qualifications aux JO 1972                |                                                           |
| 8  | 28 mai 1972       | Dakar       | Ghana olympique         | 2-0              | phases de groupe qualifications aux JO 1972                | Ibrahima Ba Eusebio - Moussa Sy                           |
| 9  | 15 avril 1979     | Casablanca  | Maroc olympique         | 1-0              | 1re tour Tournoi pré-olympique de la CAF 1979-1980         |                                                           |
| 10 | 29 avril 1979     | Dakar       | Maroc olympique         | 1-0 (5-6 tab)    | 1re tour Tournoi pré-olympique de la CAF 1979-1980         | M.Camara                                                  |
| 11 | 29 mai 1983       | Dakar       | Bénin olympique         | 2-0              | 2e tour Tournoi pré-olympique de la CAF 1983-1984          |                                                           |
| 12 | 12 juin 1983      | Cotonou     | Bénin olympique         | 0-2              | 1re tour Tournoi pré-olympique de la CAF 1983-1984         |                                                           |
| 13 | 25 septembre 1983 | Casablanca  | Maroc olympique         | 1-0              | 2e tour Tournoi pré-olympique de la CAF 1983-1984          |                                                           |
| 14 | 9 octobre 1983    | Dakar       | Maroc olympique         | 1-1              | 2e tour Tournoi pré-olympique de la CAF 1983-1984          |                                                           |
| 15 | 28 juin 1987      | Kumasi      | Ghana olympique         | 2-0              | phases de groupe Tournoi pré-olympique de la CAF 1986-1988 |                                                           |
| 16 | 11 juillet 1987   | Dakar       | Ghana olympique         | 0-1              | phases de groupe Tournoi pré-olympique de la CAF 1986-1988 |                                                           |
| 17 | 10 août 1991      | Tunis       | Tunisie olympique       | 3-1              | 2e tour Tournoi pré-olympique de la CAF 1990-1992          | Bamba                                                     |
| 18 | 25 août 1991      | Dakar       | Tunisie olympique       | 1-0              | 2e tour Tournoi pré-olympique de la CAF 1990-1992          |                                                           |
| 19 | 16 avril 1995     | Casablanca  | Maroc olympique         | 0-0              | 1re tour Tournoi pré-olympique de la CAF 1995-1996         |                                                           |
| 20 | 29 avril 1995     | Dakar       | Maroc olympique         | 1-0              | 1re tour Tournoi pré-olympique de la CAF 1995-1996         |                                                           |
| 21 | 12 août 1995      | Dakar       | Guinée olympique        | 2-3              | 2e tour Tournoi pré-olympique de la CAF 1995-1996          | Sakhanokho - Oumar Traoré                                 |
| 22 | 26 août 1995      | Conakry     | Guinée olympique        | 0-2              | 2e tour Tournoi pré-olympique de la CAF 1995-1996          |                                                           |
| 23 | 13 juin 1999      | Tunis       | Tunisie olympique       | 1-1              | 3e tour Tournoi pré-olympique de la CAF 1998-2000          |                                                           |
| 24 | 27 juin 1999      | Dakar       | Tunisie olympique       | 1-2              | 3e tour Tournoi pré-olympique de la CAF 1998-2000          |                                                           |
| 25 | 22 septembre 2002 | Dakar       | Guinée olympique        | 1-1              | Jeux africains de 2003 1er tour                            | Daniel Bocande                                            |
| 26 | 27 octobre 2002   | Conakry     | Guinée olympique        | 2-3              | Jeux africains de 2003 1er tour                            |                                                           |
| 27 | 23 janvier 2003   | Dakar       | Mali olympique          | 1-0              | Jeux africains de 2003 2eme tour                           | Daniel Bocande                                            |
| 28 | 25 février 2003   | Bamako      | Mali olympique          | 0-1              | Jeux africains de 2003 2eme tour                           | El Hadji Keïta                                            |
| 29 | 4 octobre 2003    | Bauchi      | Afrique du sud -23      | 1-1              | Jeux africains de 2003 phase de groupe                     | Nicolas Ndione                                            |
| 30 | 7 octobre 2003    | Bauchi      | Zambie olympique        | 2-1              | Jeux africains de 2003 phase de groupe                     | Lamine Diarra                                             |
| 31 | 10 octobre 2003   | Bauchi      | Nigeria olympique       | 2-0              | Jeux africains de 2003 phase de groupe                     |                                                           |
| 32 | 25 octobre 2003   | Dakar       | Tunisie olympique       | 0-0              | phases de groupe Tournoi pré-olympique de la CAF 2004      |                                                           |
| 33 | 20 décembre 2003  | Dakar       | Égypte olympique        | 2-0              | phases de groupe Tournoi pré-olympique de la CAF 2004      | c.s.c - Lamine Diarra                                     |
| 34 | 3 janvier 2004    | Dakar       | Nigeria olympique       | 4-3              | phases de groupe Tournoi pré-olympique de la CAF 2004      | c.s.c - Papa Waigo N'Diaye - Badara Sène - Daniel Bocandé |
| 35 | 21 février 2004   | Lagos       | Nigeria olympique       | 0-2              | phases de groupe Tournoi pré-olympique de la CAF 2004      |                                                           |
| 36 | 13 avril 2004     | Dakar       | Tunisie olympique       | 0-0              | phases de groupe Tournoi pré-olympique de la CAF 2004      |                                                           |
| 37 | 27 avril 2004     | Caire       | Égypte olympique        | 0-1              | phases de groupe Tournoi pré-olympique de la CAF 2004      | Papa Waigo N'Diaye                                        |
| 38 | 28 avril 2004     | Lagos       | Libye olympique         | 1-0              | Coupe LG 2004 (Nigeria) (en) demi-finale                   | Mouhamadou Traoré                                         |
| 39 | 30 avril 2004     | Lagos       | Nigeria olympique       | 0-1              | Coupe LG 2004 (Nigeria) (en) Final                         | Khalifa Sankaré                                           |
| 40 | 1er juin 2007     | Dakar       | Mali olympique          | 0-0              | phases de groupe Tournoi pré-olympique de la CAF 2008      |                                                           |
| 41 | 22 août 2007      | Abidjan     | Côte d'Ivoire olympique | 2-0              | phases de groupe Tournoi pré-olympique de la CAF 2008      |                                                           |
| 42 | 8 septembre 2007  | Lusaka      | Zambie olympique        | 1-1              | phases de groupe Tournoi pré-olympique de la CAF 2008      | Pape M'Bow                                                |
| 43 | 13 octobre 2007   | Dakar       | Zambie olympique        | 2-1              | phases de groupe Tournoi pré-olympique de la CAF 2008      | Momar N'Diaye - Sabou Diompy                              |
| 44 | 17 novembre 2007  | Bamako      | Mali olympique          | 1-0              | phases de groupe Tournoi pré-olympique de la CAF 2004      |                                                           |
| 45 | 26 mars 2008      | Dakar       | Côte d'Ivoire olympique | 1-2              | phases de groupe Tournoi pré-olympique de la CAF 2008      | Papa Waigo N'Diaye                                        |
| 46 | 6 février 2011    |             | Algérie olympique       | 0-0              | Amical                                                     |                                                           |
| 47 | 9 février 2011    |             | Algérie olympique       | 3-2              | Amical                                                     | Moussa Konaté (2)                                         |
| 48 | 27 mars 2011      | Dakar       | Angola olympique        | 0-0              | 1er tour qualification Chan U23 2011                       |                                                           |
| 49 | 9 avril 2011      | Benguela    | Angola olympique        | 1-1              | 1er tour qualification Chan U23 2011                       | Dieylani Fall                                             |
| 50 | 16 avril 2011     | Bissau      | Guinée-Bissau olympique | 2-1              | 1er tour qualification Jeux africains 2011 (en)            | Moussa Konaté                                             |
| 51 | 30 avril 2011     | Dakar       | Guinée-Bissau olympique | 2-2 ⇒ tapis vert | 1er tour qualification Jeux africains 2011 (en)            | Moussa Konaté - Mamadou Touré Thiam                       |
| 52 | 4 juin 2011       | Tunis       | Tunisie olympique       | 0-0              | 2e tour qualification Chan U23 2011                        |                                                           |
| 53 | 11 juin 2011      | Marrakech   | Maroc olympique         | 2-2              | Amical                                                     | Dieylani Fall (2)                                         |
| 54 | 18 juin 2011      | Dakar       | Tunisie olympique       | 1-0              | 2e tour qualification Chan U23 2011                        | Abdoulaye Sané                                            |
| 55 | 25 juin 2011      | Bogota      | Colombie olympique      | 2-0              | Amical (sélection A' + olympique)                          |                                                           |
| 56 | 28 juin 2011      | Lima        | Pérou olympique         | 1-0              | Amical (sélection A' + olympique)                          |                                                           |
| 57 | 3 juillet 2011    | Conakry     | Guinée olympique        | 1-0              | 2e tour qualification Jeux africains 2011 (en)             |                                                           |
| 58 | 9 juillet 2011    | Dakar       | Guinée olympique        | 1-0 (5-4 tab)    | 2e tour qualification Jeux africains 2011 (en)             | Mamadou Touré Thiam                                       |
| 59 | 8 septembre 2011  | Maputo      | Ouganda olympique       | 2-1              | Jeux africains 2011 phase de groupe                        | Coly - Diop                                               |
| 60 | 11 septembre 2011 | Maputo      | Cameroun olympique      | 1-0              | Jeux africains 2011 phases de groupes                      |                                                           |
| 61 | 13 septembre 2011 | Maputo      | Afrique du sud -23      | 0-0 (6-5 tab)    | Jeux africains 2011 demi-finale                            |                                                           |
| 62 | 16 septembre 2011 | Maputo      | Cameroun olympique      | 1-1 (4-5 tab)    | Jeux africains 2011 3e place                               | Gomis                                                     |
| 63 | 26 novembre 2011  | Tanger      | Algérie olympique       | 0-1              | Chan U23 2011 phase de groupe                              |                                                           |
| 64 | 28 novembre 2011  | Tanger      | Nigeria olympique       | 2-1              | Chan U23 2011 phase de groupe                              | Kara Mbodj - Abdoulaye Sané                               |
| 65 | 2 décembre 2011   | Tanger      | Maroc olympique         | 0-1              | Chan U23 2011 phase de groupe                              | Abdoulaye Ba                                              |
| 66 | 6 décembre 2011   | Tanger      | Gabon olympique         | 0-1              | Chan U23 2011 demi-finale                                  |                                                           |
| 67 | 10 décembre 2011  | Tanger      | Égypte olympique        | 0-2              | Chan U23 2011 3e place                                     |                                                           |
| 68 | 23 avril 2012     | Tanger      | Oman olympique          | 0-2              | JO 2012 Barrage CAF-AFC                                    | Ibrahima Baldé - Abdoulaye Sané                           |
| 69 | 26 juillet 2012   | Londres     | Grande-Bretagne U23     | 1-1              | JO 2012 Phases de groupe                                   | Moussa Konaté                                             |
| 70 | 29 juillet 2012   | Londres     | Uruguay olympique       | 2-0              | JO 2012 Phases de groupe                                   | Moussa Konaté (2)                                         |
| 71 | 1er août 2012     | Londres     | Émirats arabes unis U23 | 1-1              | JO 2012 Phases de groupe                                   | Moussa Konaté                                             |
| 72 | 4 août 2012       | Londres     | Mexique olympique       | 2-2 (4-2 A.P)    | JO 2012 Quart de final                                     | Moussa Konaté - Ibrahima Baldé                            |
| 73 | 21 mars 2015      | Bamako      | Mali olympique          | 2-2              | 2e tour qualification Jeux africains 2015 (en)             | Djibril Diaw - Ousseynou Thioune                          |
| 74 | 12 avril 2015     | M’bour      | Mali olympique          | 1-1              | 2e tour qualification Jeux africains 2015 (en)             | Moussa Koné                                               |
| 75 | 6 septembre 2015  | Brazzaville | Ghana olympique         | 0-0              | Jeux africains 2015 phase de groupe                        |                                                           |
| 76 | 9 septembre 2015  | Brazzaville | Égypte olympique        | annulé           | Jeux africains 2015 phase de groupe                        |                                                           |
| 77 | 12 septembre 2015 | Brazzaville | Nigeria olympique       | 1-1              | Jeux africains 2015 phase de groupe                        | Ibrahima Sory Keita                                       |
| 78 | 15 septembre 2015 | Brazzaville | Congo olympique         | 1-3              | Jeux africains 2015 demi-finale                            | Cheikhou Dieng - Ibrahima Sory Keita (2)                  |
| 79 | 18 septembre 2015 | Brazzaville | Burkina faso olympique  | 1-0              | Jeux africains 2015 Final                                  | Moussa Seydi                                              |
| 80 | 28 novembre 2015  | Dakar       | Afrique du sud -23      | 3-1              | Can U23 2015 phase de groupe                               | Ibrahima Keita (2) - Sidy Sarr                            |
| 81 | 1er décembre 2015 | Dakar       | Tunisie olympique       | 0-2              | Can U23 2015 phase de groupe                               | Ibrahima Diédhiou - Habib Diallo                          |
| 82 | 4 décembre 2015   | Dakar       | Zambie olympique        | 0-1              | Can U23 2015 phase de groupe                               | Habib Diallo                                              |
| 83 | 9 décembre 2015   | Dakar       | Nigeria olympique       | 0-1              | Can U23 2015 demi-finale                                   |                                                           |
| 84 | 12 décembre 2015  | Dakar       | Afrique du sud -23      | 0-0 (1-3 tab)    | Can U23 2015 3e place                                      |                                                           |
| 85 | 20 mars 2019      | Conakry     | Guinée olympique        | 2-1              | 2e tour qualification Can U23 2019                         | Ibrahima Ndiaye                                           |
| 86 | 24 mars 2019      | Thiès       | Guinée olympique        | 0-0              | 2e tour qualification Can U23 2019                         |                                                           |
| 87 | 8 août 2022       | Konya       | Turquie olympique       | 0-1              | Jeux de la solidarité islamique de 2021 phase de groupe    |                                                           |
| 88 | 10 août 2022      | Konya       | Algérie olympique       | 1-1              | Jeux de la solidarité islamique de 2021 phase de groupe    | Bouly Sambou                                              |
| 89 | 12 août 2022      | Konya       | Cameroun olympique      | 0-2              | Jeux de la solidarité islamique de 2021 phase de groupe    | Meleye Diagne (2)                                         |
| 90 | 22 septembre 2022 | Rabat       | Maroc olympique         | 0-4              | Amical                                                     | Ibrahim Mandefu - Meleye Diagne - Mamadou Camara (2)      |
| 91 | 25 septembre 2022 | Rabat       | Maroc olympique         | 1-3              | Amical                                                     | Meleye Diagne - Ibrahim Mandefu - Dion Lopy               |
| 92 | 23 octobre 2022   | Cotonou     | Burkina faso olympique  | 0-0              | 2e tour qualification Can U23 2023                         |                                                           |
| 93 | 29 octobre 2022   | Diamniadio  | Burkina faso olympique  | 0-0 (5-3 tab)    | 2e tour qualification Can U23 2023                         |                                                           |
| 94 | 22 mars 2023      | Diamniadio  | Mali olympique          | 3-1              | 3e tour qualification Can U23 2023                         | Mamadou Lamine Camara - Ibrahima Dramé - Abdallah Sima    |
| 95 | 28 mars 2023      | Bamako      | Mali olympique          | 3-0              | 3e tour qualification Can U23 2023                         |                                                           |